# Omnia munda mundis

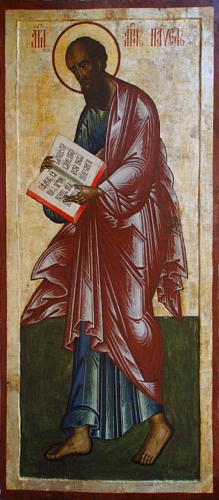
Apostolo Paolo

Omnia munda mundis è un celebre motto latino, di forte sapore antimoralistico e religioso al tempo stesso. Tradotto letteralmente significa "tutto è puro per i puri" (s'intende, "per chi è puro di cuore e d'animo"), o anche "all'anima pura, tutte le cose (appaiono) pure". Lo stesso concetto è espresso dall'analogo motto Omnia immunda immundis: "tutto è impuro per gli impuri".

## Provenienza
La frase è contenuta nel Nuovo Testamento, e precisamente nell'epistola a Tito (I, 15) di Paolo di Tarso:
| Novum Testamentum Graece | Vulgata Clementina | Bibbia CEI |
| --- | --- | --- |
| 15 πάντα καθαρὰ τοῖς καθαροῖς· τοῖς δὲ μεμιαμμένοις καὶ ἀπίστοις οὐδὲν καθαρόν, ἀλλὰ μεμίανται αὐτῶν καὶ ὁ νοῦς καὶ ἡ συνείδησις. | 15 Omnia munda mundis: coinquinatis autem et infidelibus, nihil est mundum, sed inquinatæ sunt eorum et mens et conscientia. | 15 Tutto è puro per i puri; ma per i contaminati e gli infedeli nulla è puro; sono contaminate la loro mente e la loro coscienza. |

L'apostolo intende con ciò sottolineare che chi agisce con innocenza e in maniera avveduta (e in ogni caso secondo il dettame d'una retta coscienza) non vede il male neppure in situazioni che ne potrebbero aver l'apparenza.

## Citazioni classiche simili
Un parallelo si potrebbe trovare in Cicerone nelle sue Tusculanae disputationes:
(Tusculanae disputationes, Cicerone, Libro IV 16,36)
La sentenza ciceroniana, di natura stoica, potrebbe derivare a sua volta da una frase di Cleante, rinvenuta in un frammento (1,569 von Arnim) e testimoniata da Diogene Laerzio:
(Diogene Laerzio, Vite e dottrine dei filosofi illustri, 7, 128)

## Nella cultura generale
Nell'ottavo capitolo dei Promessi sposi lo scrittore Alessandro Manzoni fa pronunciare questa frase da fra Cristoforo, con riferimento alla reazione sbigottita di fra Fazio, portinaio del convento di Pescarenico, sgomento per l'arrivo a tarda notte di due donne: Lucia e sua madre, Agnese. Lo scopo dello scrittore è evidente: denunciare l'eccesso di sospettosità morale e indicare che la correttezza dei comportamenti di una persona procede dalla purezza della sua coscienza etica.
Si possono riscontrare corrispondenze fra questo motto e l'adagio popolare Male non fare, paura non avere.